# Lármás bozótjáró
A lármás bozótjáró (Atrichornis clamosus) a madarak osztályának verébalakúak (Passeriformes) rendjébe és a bozótjárófélék (Atrichornithidae) családja.
A Sibley-Ahlquist féle madárrendszertan a lantfarkúmadár-félék (Menuridae) családjába sorolja. A bozótjáró madarak kisebb, rigószerű megjelenésük ellenére a lantfarkú madarak legközelebbi rokonai.

## Előfordulása
Ausztrália délkeleti részén, egy nagyon kis területen honos. Eukaliptuszbozótok, mocsárrétek és a gyors folyású patakok mentén található dús bozótosok óvatos lakója.

## Megjelenése
Testhossza 20 centiméter. Gyenge, rövid szárnyai szinte alkalmatlanok a repülésre. Barna tollazata jó rejtőszínt jelent a növényzet között. Álla és testének alsó része fehér. Jellemző bélyege a torkán látható csík. Magyar és tudományos nevét is rendkívül hangos hangjának köszönheti.

## Életmódja
A talajon, az aljnövényzetben kutat főleg gerinctelenekből álló tápláléka után, de megfogja a gyíkokat és békákat is.

## Szaporodása
A talaj fölött a növényzet közé építi gömb alakú fészkét.

## Természetvédelmi helyzete
A lármás bozótjárót 1844-ben írták le hivatalosan a waroonai Drake's Brookban (Nyugat-Ausztrália állam fővárosától Perth-től délre) és később több helyen is felbukkant a délnyugati part mentén.
A lármás bozótjáró sohasem volt gyakori faj, mivel a tény, hogy a mocsarakat és a gyors sodrású patakok környékét kedveli, meghatározza a populáció nagyságát. Az 1880-as évekre rendkívül ritkává vált, és miután A.J. Campbell 1889-ben Torbay közelében begyűjtött egyetlen példányt, úgy gondolták róla, hogy kihalt.
Legközelebb 1961-ben halottak róla, amikor néhány turista hallotta a madár jellegzetes énekét és később láttak is néhány egyedet.
Mégis úgy tűnt, hogy a faj épphogy csak visszatért a kihalás küszöbéről, máris újra komoly fenyegetés éri, mivel épp egy kisebb várost akartak építeni egyetlen ismert előfordulási helyének a szélén. Szerencsére a tervet elejtették – ebben nem kis szerepet játszott a királyi közbeavatkozás, ugyanis az egyesült királyságbéli Fülöp herceg (II. Erzsébet brit királynő férje), személyesen járt közbe, hogy a területet ne bolygassák fel. Ezáltal a lármás bozótjáró lett az egyetlen ismert madárfaj, amelynek kedvéért felhagytak egy város építésével (illetve felépítették később csak más helyütt). 1967-re egy 25 km²-nyi területet, a bozótjáró egyetlen ismert előfordulási helyét rezervátummá nyilvánították, s ezzel tovább növelték a faj hosszabb távú túlélésének reményét. Az intenzív természetvédelmi beavatkozásoknak köszönhetően jelentősen megnőtt a fészkelőpárok száma (50-ről közel 600-ra), így a fajt a Természetvédelmi Világszövetség Vörös Listáján „lefokozták” a „veszélyeztetett” kategóriából a „sérülékeny”-be.

## Külső hivatkozás
- Képek az interneten a fajról